# Juho Kusti Paasikivi
Juho Kusti Paasikivi (rojen kot Johan Gustaf Hellsten), finski politik, * 27. november 1870, † 14. december 1956, Helsinki.
Med letoma 1914 in 1934 je bil guverner Nacionalne delniške banke, med 1936 in 1941 veleposlanik na Švedskem in ZSSR, predsednik vlade Finske (1918, 1944–1946), minister brez listince Finske (1939–1941) in predsednik Finske (1946–1956).